# UFC Fight Night: Lamas vs. Penn
UFC Fight Night: Lamas vs. Penn fu un evento di arti marziali miste tenuto dalla Ultimate Fighting Championship che si doveva svolgere il 15 ottobre 2016 al Mall of Asia Arena di Pasay, Filippine ma poi cancellato per l'infortunio di uno dei protagonisti dell'evento.

## Retroscena
Questo doveva essere il secondo evento organizzato dalla UFC nelle Filippine; il primo fu UFC Fight Night: Edgar vs. Faber del maggio 2015.
L'incontro di pesi piuma tra Ricardo Lamas e l'ex campione dei pesi leggeri e welter UFC BJ Penn, doveva essere il main event della card. Tuttavia, il 4 ottobre, Penn venne rimosso dall'incontro per infortunio. Successivamente venne annunciato, il 6 ottobre, la cancellazione totale dell'evento.
I lottatori rimanenti venne ugualmente pagati per la loro presenza nella card. Quest'ultimi verranno inseriti in eventi futuri, mantenendo gli accoppiamenti previsti. Questa fu la terza volta, nella storia della compagnia, che un evento veniva cancellato del tutto; i primi due furono UFC 151 del settembre 2012 e UFC 176 dell'agosto 2014.
L'incontro di pesi leggeri tra Damir Hadzovic e Yusuke Kasuya, che doveva tenersi a UFC 203,  venne posticipato per problemi al visto d'ingresso. Il match doveva tenersi in questo evento.
Mehdi Baghdad avrebbe dovuto affrontare Jon Tuck. Tuttavia, Baghdad subì un infortunio a metà settembre e dovette rinunciare all'incontro; al suo posto venne inserito Alex Volkanovski.

## Risultati
|                                   | Divisione                        |                                  |                                  |                                  | Metodo                           | Round                            | Tempo                            | Premio                           |
| Card Principale (UFC Fight Pass)  | Card Principale (UFC Fight Pass) | Card Principale (UFC Fight Pass) | Card Principale (UFC Fight Pass) | Card Principale (UFC Fight Pass) | Card Principale (UFC Fight Pass) | Card Principale (UFC Fight Pass) | Card Principale (UFC Fight Pass) | Card Principale (UFC Fight Pass) |
| --------------------------------- | -------------------------------- | -------------------------------- | -------------------------------- | -------------------------------- | -------------------------------- | -------------------------------- | -------------------------------- | -------------------------------- |
|                                   | Pesi Piuma                       | Ricardo Lamas                    | vs.                              | B.J. Penn                        |                                  |                                  |                                  |                                  |
|                                   | Pesi Massimi                     | Derrick Lewis                    | vs.                              | Marcin Tybura                    |                                  |                                  |                                  |                                  |
|                                   | Pesi Mosca                       | Yao Zhikui                       | vs.                              | Jenel Lausa                      |                                  |                                  |                                  |                                  |
|                                   | Pesi Piuma                       | Cole Miller                      | vs.                              | Mizuto Hirota                    |                                  |                                  |                                  |                                  |
| Card Preliminare (UFC Fight Pass) |                                  |                                  |                                  |                                  |                                  |                                  |                                  |                                  |
|                                   | Pesi Medi                        | Sam Alvey                        | vs.                              | Alex Nicholson                   |                                  |                                  |                                  |                                  |
|                                   | Pesi Leggeri                     | Jon Tuck                         | vs.                              | Alexander Volkanovski            |                                  |                                  |                                  |                                  |
|                                   | Pesi Medi                        | Yang Dongi                       | vs.                              | Ryan Janes                       |                                  |                                  |                                  |                                  |
|                                   | Pesi Paglia (F)                  | Seo Hee Ham                      | vs.                              | Danielle Taylor                  |                                  |                                  |                                  |                                  |
|                                   | Pesi Welter                      | James Moontasri                  | vs.                              | Alex Morono                      |                                  |                                  |                                  |                                  |
|                                   | Pesi Mosca                       | Kyoji Horiguchi                  | vs.                              | Ali Bagautinov                   |                                  |                                  |                                  |                                  |
|                                   | Pesi Leggeri                     | Damir Hadzovic                   | vs.                              | Yusuke Kasuya                    |                                  |                                  |                                  |                                  |